# Ozola solitaria
Ozola solitaria là một loài bướm đêm trong họ Geometridae.